# Antônio de Carvalho
Antônio de Carvalho, född 12 augusti 1913, död 18 november 2007, var en friidrottare från Brasilien. Han deltog vid olympiska sommarspelen 1936.